# Guerra de Ogadén
La Guerra de Ogadén fue un conflicto ocurrido entre 1977 y 1978 entre Etiopía y Somalia en la disputa por el territorio de Ogadén. En plena Guerra Fría, Somalia era apoyada por los Estados Unidos mientras que la Unión Soviética y Cuba hacían lo propio con Etiopía. La contraofensiva conjunta etíope-cubana provocó la derrota de Somalia.

## Orígenes de la guerra

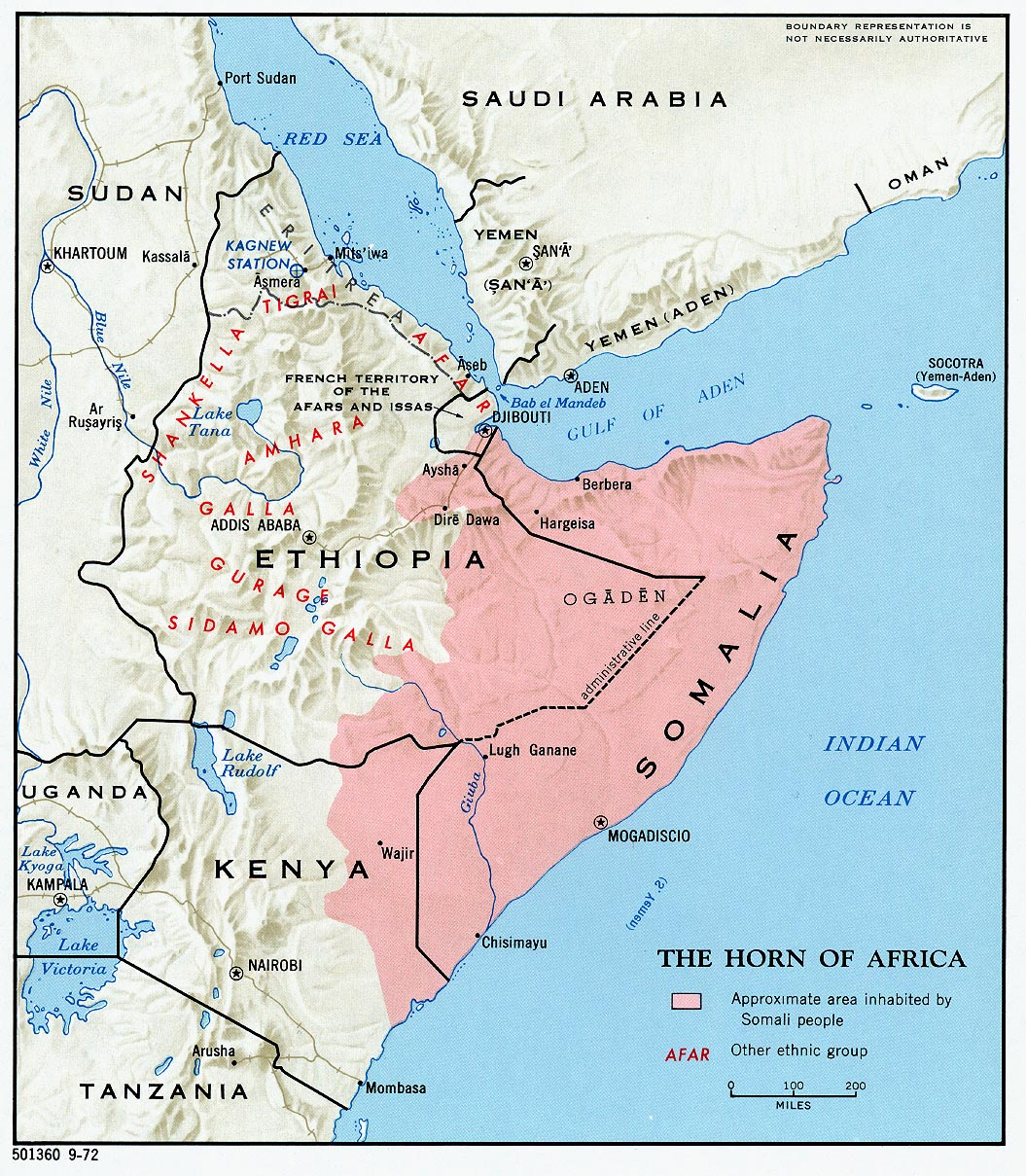
Zonas habitadas por somalíes étnicos en el cuerno de África

Antes de la proclamación de un Estado somalí independiente, ya existía una gran Somalia de facto en el marco de potencias extranjeras. En 1936, tras la captura de Etiopía por Italia, se formó el África Oriental Italiana, que unía todas las posesiones coloniales italianas (Eritrea, Etiopía, Somalia italiana) en el Cuerno de África, incluida la Somalilandia británica en 1940.La administración colonial italiana unió así la mayoría de los territorios que tenían una población predominantemente somalí. El África Oriental italiana se dividió en gobernaciones, y la Gobernación de Somalia incluía territorios de mayoría somalí que no formaban parte de la actual Somalia. 
En 1941, durante la campaña británica de África Oriental (mayo-abril), los italianos fueron derrotados y la administración colonial italiana en toda África Oriental Italiana fue sustituida por una administración militar británica. El 31 de enero de 1942, Etiopía y el Reino Unido firmaron el primer "Acuerdo anglo-etíope", que ponía fin a la ocupación militar británica en la mayor parte de Etiopía, excepto en Ogadén (las tropas británicas permanecieron en Etiopía hasta 1955). Como parte del segundo "Acuerdo anglo-etíope", la administración militar británica permaneció en la provincia de Ogadén y en la llamada "Zona Reservada", adyacente a Somalia y que constituye un tercio del territorio etíope, hasta el 19 de diciembre de 1946. En 1949, la administración británica de ocupación creó el Protectorado Británico de Ogadén, que dejó de existir en 1954. El contingente militar británico se retiró de Ogadén en 1955, y Ogadén pasó a formar parte de Abisinia. 
Si bien la causa del conflicto fue el deseo del gobierno somalí de Siad Barre de incorporar la región etíope de Ogadén habitada por somalíes en una Gran Somalia, es poco probable que Barre ordenara la invasión si las circunstancias no hubieran estado a su favor. Etiopía ha dominado históricamente la región. Para el comienzos de la guerra, el Ejército Nacional Somalí (ENS o SNA, Somalian National Army) era sólo de 35 000 efectivos, siendo enormemente mayor el número de las fuerzas etíopes. Sin embargo, a lo largo de la década de 1970, Somalia fue receptor de grandes cantidades de ayuda militar soviética. El SNA tenía tres veces la fuerza de tanques de Etiopía, así como un concepto más amplio de la fuerza aérea. 
Si bien la fuerza militar adquirida por Somalia se incrementó sustancialmente, la contraparte etíope creció débilmente. En septiembre de 1974, el emperador Haile Selassie había sido derrocado por el Derg (junta de militares comunistas), lo que marca un período de agitación. El Derg rápidamente cayó en conflicto interno para determinar quién tendría primacía. Mientras tanto, diversos movimientos de lucha contra Derg, así como los movimientos separatistas comenzaron a aparecer en todo el país. El equilibrio regional de poder ahora era favorable a Somalia. 
Uno de los grupos separatistas que trataban de aprovechar el caos fue el prosomalí Frente de Liberación de Somalia Occidental (FLSO) que funciona en las zonas habitadas por somalíes de Ogadén, que a finales de 1975 había golpeado numerosos puestos avanzados del gobierno. De 1976 a 1977, Somalia suministró armas y otras ayudas al FLSO. 
Un signo de que el orden se había restablecido dentro del Derg fue el anuncio de Mengistu Haile Mariam como jefe de Estado el 11 de febrero de 1977. Sin embargo, el país quedó sumido en el caos, ya que los militares trataron de reprimir a sus opositores civiles. A pesar de la violencia, la Unión Soviética, que había vivido de cerca los acontecimientos, llegó a creer en el intento de crear un estado Marxista-Leninista y mantuvo el interés soviético de ayudar al nuevo régimen. De este modo se acercó a Mengistu en secreto con ofertas de ayuda que él aceptó. Etiopía cerró la misión militar de los EE. UU. y el centro de comunicaciones en abril de 1977. 
En junio de 1977, Mengistu acusó a Somalia de infiltrar desde Somalia soldados de la SNA para luchar junto al FLSO. A pesar de las considerables pruebas de lo contrario, Barre insistió en que tal cosa se estaba produciendo, pero que los voluntarios de la SNA eran ayudados por el FLSO.

## Contraataque etíope-cubano
En represalia por la invasión somalí, a principios de febrero de 1978 se produjo un contraataque etíope-cubano, acompañado de un segundo ataque que los somalíes no esperaban. Una columna de tropas etíopes y cubanas cruzó el noreste hacia las tierras altas entre Jijiga y la frontera con Somalia, evitando la fuerza SNA-WSLF que defendían el Paso de Marda. Helicópteros Mil Mi-6 transportaron por vía aérea vehículos blindados cubanos BMD-1 y ASU-57 detrás de las líneas enemigas. Por lo tanto, la fuerza de ataque pudo asaltar a los somalíes desde dos lados y recuperar Jijiga después de dos días de combates en los que 3000 soldados somalíes perdieron la vida. La defensa somalí se derrumbó y todas las principales ciudades ocupadas por los somalíes fueron recapturadas en las siguientes semanas. La lucha terminó el 18 de marzo de 1978 cuando el ejército somalí, que había recibido una terrible paliza de la artillería cubana y los ataques aéreos, comenzó una retirada final de regreso a sus propias fronteras.